# Moleta de l'Amunt
La Moleta de l'Amunt és una muntanya de 586 metres que es troba al municipi de Vandellòs i l'Hospitalet de l'Infant, a la comarca catalana del Baix Camp.